# Біккулово (Абзеліловський район)
Бікку́лово (рос. Биккулово, башк. Биҡҡол) — присілок у складі Абзеліловського району Башкортостану, Росія. Входить до складу Ташбулатовської сільської ради.
Населення — 292 особи (2010; 240 в 2002).
Національний склад:
- башкири — 99%